# Шкарупа, Леонид Павлович
Леонид Павлович Шкарупа (род. 25 сентября 1945, Токмак, Киргизская ССР) — российский дирижёр и педагог. Автор многочисленных инструментовок, аранжировок и переложений для народного оркестра. Заслуженный деятель искусств России (1998). Создатель и организатор Уральского Государственного Русского Народного Оркестра.

## Биография
- в 1963 г. окончил Артёмовское музыкальное училище (баян).
- в 1972 г. окончил Киевскую ГК им. П. И. Чайковского.
- в 1984 г. прошёл ассистентуру-стажировку кафедры оркестрового дирижирования ГМПИ им. Гнесиных.

### Творчество
В 1972—1979 гг. преподавал по классу баяна, дирижирования, а также руководил студенческим оркестром Челябинского музыкального училища (с 1973—1979 г.)
C 1979 г. преподавал по классу дирижирования и руководил оркестром УГК им. Мусоргского, совмещая педагогическую работу с концертной и музыкально-просветительской деятельностью в качестве дирижёра.
В 1986 г. инициировал создание «Молодёжного оркестра» в городе Свердловске при ДК Дзержинского, состоящий из студентов Уральской государственной консерватории им. М. П. Мусоргского. Впоследствии этот коллектив получил статус государственного оркестра (1991), а ныне он носит название Уральский государственный русский народный оркестр.

### Убийство семьи Шкарупа
Убийство семьи Шкарупа — произошедшее в ночь с 24 на 25 июля 2011 года в Туле убийство пятерых человек. Жертвой стала молодая женщина Мария Шкарупа, трое её маленьких сыновей, а также пожилая мать. Все убитые были семьёй российского дирижёра и педагога Леонида Павловича Шкарупа.